# Hippocampus coronatus
Hippocampus coronatus (лат.) — вид лучепёрых рыб из семейства игловых (Syngnathidae). Обитают в прибрежных водах Японии и Южной Кореи.

## Описание
Кожа голая (без чешуи), натянута на ряд костных пластин, которые образуют кольца вокруг туловища и хвоста. Туловищных колец 10; хвостовых колец 38—40. Твёрдая костная структура на голове (так называемая «корона») очень высокая, повёрнута назад, с рифлёным окончанием. Спинной плавник с очень коротким основанием и 14 мягкими лучами, поддерживается двумя кольцами. В грудных плавниках 12 мягких лучей. Хвостовой и брюшные плавники отсутствуют. Шипики на спине немногочисленные, расположены нерегулярно; тонкие и длинные, с тупой вершиной. У самок над глазом есть хорошо выраженный шипик.
Максимальная длина тела 13,3 см, но чаще всего встречаются длиной в 6—8 см.
Окраска тела желтоватая с тёмно-коричневыми разводами, спина чёрная.

## Биология
Держатся среди зарослей взморника на глубине до 20 м. Предпочитаемая температура — от 18 до 22 °C.

### Питание
Питаются личинками рыб и мелкими ракообразными, такими как гаммариды и копеподы, тогда как большие особи питаются мизидами.

### Размножение
Самец вынашивает икру в специальной «выводковой сумке» — закрытой камере, расположенной на нижней стороне тела в хвостовом отделе. Самка откладывает в сумку икру небольшими порциями. В процессе откладывания икра оплодотворяется. Самки впервые созревают при средней длине тела 6,93 см, а самцы — при длине тела 7,33 см, период размножения с июля по ноябрь. Общее количество икринок в выводковой сумке варьируется от 56 до 163, а количество личинок после вылупления колеблется от 12 до 46.

## Распространение
Обитают на мелководье прибрежной зоны в северо-западной части Тихого океана: от Хоккайдо до Кюсю, включая Токийский залив, и в южной части Республики Кореи, включая залив Камакман и Йосу. Не мигрирует.

## Применение
Используется в китайской медицине.